# California State Route 182
Die California State Route 182 (kurz CA 182) ist eine State Route im US-Bundesstaat Kalifornien, die in Süd-Nord-Richtung verläuft.
Die State Route beginnt am US Highway 395 in der Stadt Bridgeport. Von hier an wird sie auch als Sweet Water Road bezeichnet. Auf ihrem Weg passiert sie den Bridgeport Lake und geht nach 12,5 Meilen an der Grenze zum Bundesstaat Nevada in die Nevada State Route 338 über.